# Automobiles Talbot

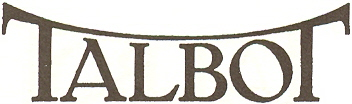
Talbot-Logo (frühere Version)

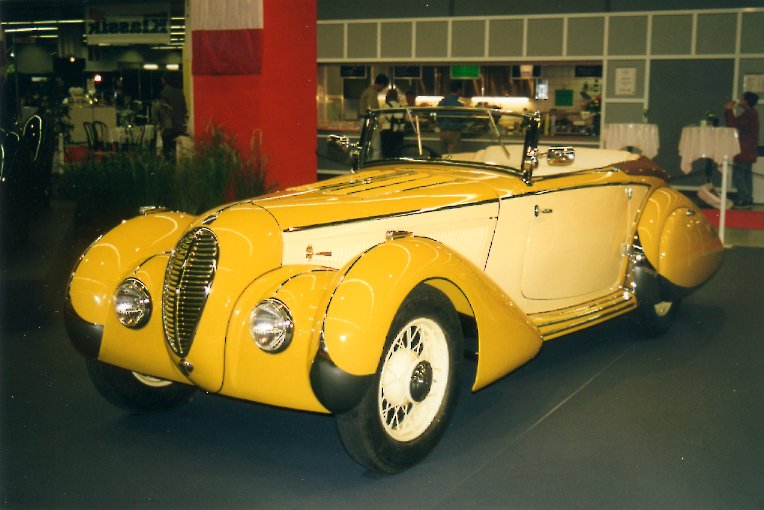
Talbot T120 „Baby“ Roadster, Werkskarosserie nach einem Entwurf von Figoni (1935)

Automobiles Talbot war ein von 1920 bis 1959 bestehender französischer Automobilhersteller, der Wagen unter den Markennamen Talbot sowie ab 1935 als Talbot-Lago verkaufte. Talbot ging zurück auf die Übernahme des britischen Herstellers Clement Talbot durch das französische Unternehmen Darracq im Jahre 1919 und bestand bis zur Insolvenz 1959 und dem Verkauf an Simca.
Die Marke Talbot sollte später (1979–1993) noch einmal als Automarke Talbot des französischen PSA-Konzerns wiederbelebt werden.

## Vorgeschichte

### Entstehung der britischen Talbot-Marke
Die britische Clement Talbot Ltd importierte ab 1903 französische Automobile der Marke Clément nach England und verkaufte sie unter dem Markennamen Clement-Talbot. Ab 1904 fertigte das Unternehmen selbst Autos, zunächst mit Bausätzen von Clément, und beschränkte den Markennamen auf Talbot.

### Übernahme durch Darracq (1919)
Das französische Unternehmen Darracq aus Suresnes übernahm 1919 das britische Unternehmen und verwendete ein Jahr lang den Markennamen Talbot-Darracq für Personenwagen, die in Frankreich produziert wurden. Für Rennwagen aus den Produktionsstätten beider Länder wurde dieser Markenname noch bis etwa 1930 verwendet. Der Markenname der britischen Personenwagen lautete weiterhin Talbot.

## Die Sunbeam-Talbot-Darracq-Phase (1920 bis 1935)

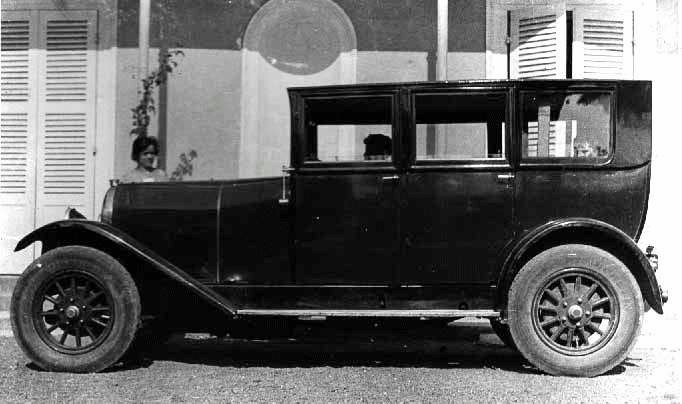
Talbot DS (1923–1925)

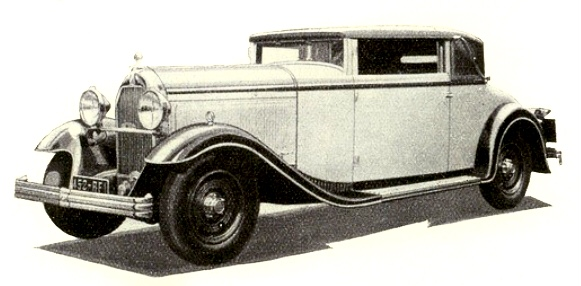
Talbot Type 822 mit Achtzylindermotor um 1931

1920 kaufte Darracq außerdem die Marke Sunbeam und gründete dadurch die Gruppe STD (Sunbeam-Talbot-Darracq). Der Markenname der französischen Fahrzeuge lautete nun Talbot. Allerdings wurde für den Export nach England weiterhin der alte Markenname Darracq verwendet. Anfang der 20er Jahre wurde der 8/18 PS mit Vierzylindermotor und 969 cm³ Hubraum (57 mm Bohrung und 95 mm Hub) angeboten. Dieses Fahrzeug war ein Dreisitzer. Weiterhin gab es den 10/23 PS ein viersitziges Fahrzeug mit Vierzylindermotor, 1073 cm³ Hubraum und 60 mm Bohrung bei wiederum 95 mm Hub, sowie den 12/30 PS mit Sechszylindermotor mit 1609 cm³ Hubraum (60 mm Bohrung und 95 mm Hub).

## Die Talbot-Lago-Phase (1935 bis 1959)

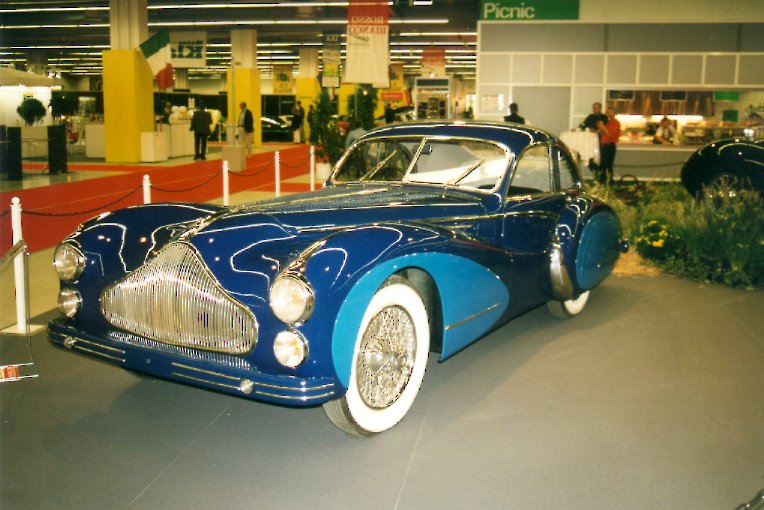
Talbot T26 Grand Sport Coupé von Saoutchik (1948)

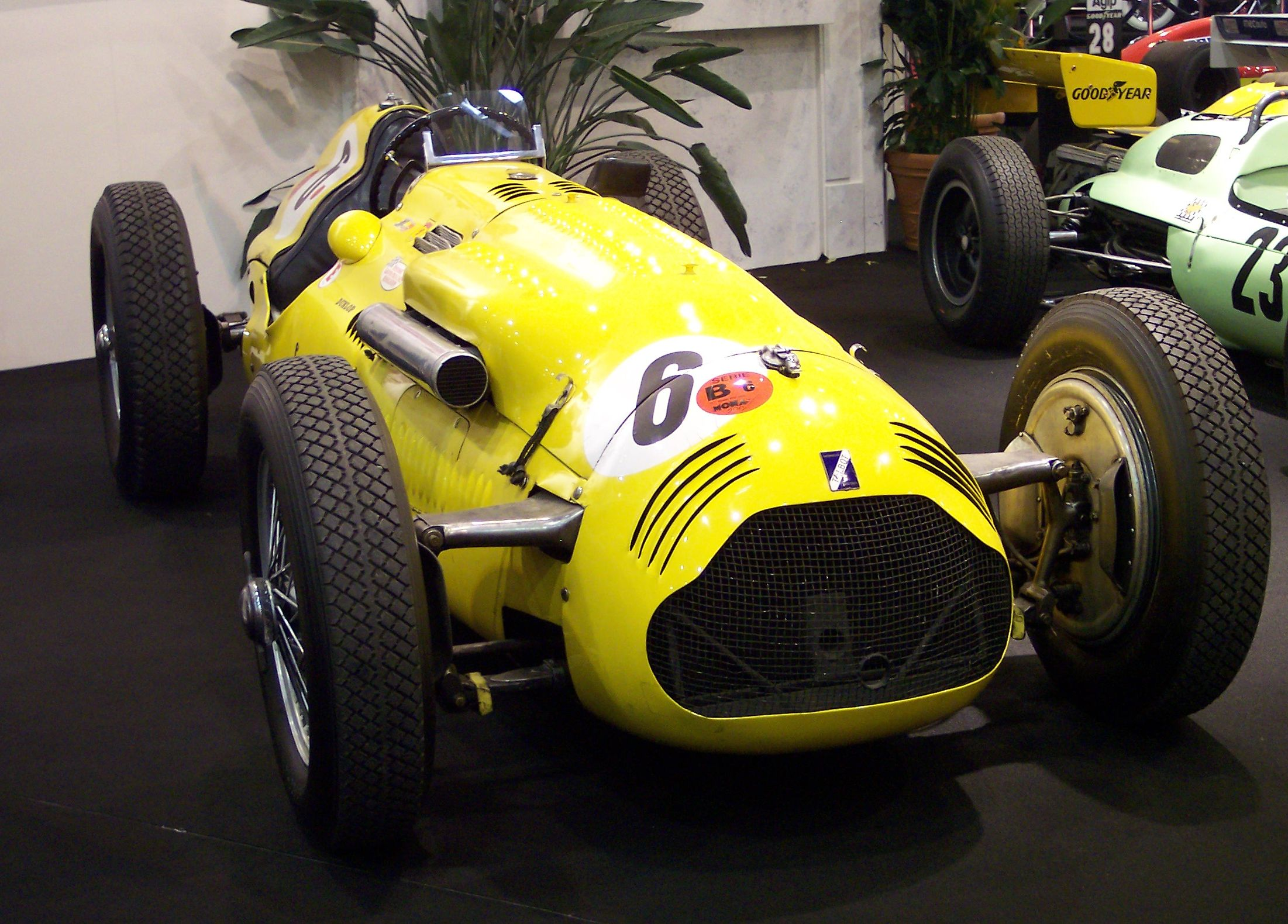
Talbot T26C Grand Prix (1950)

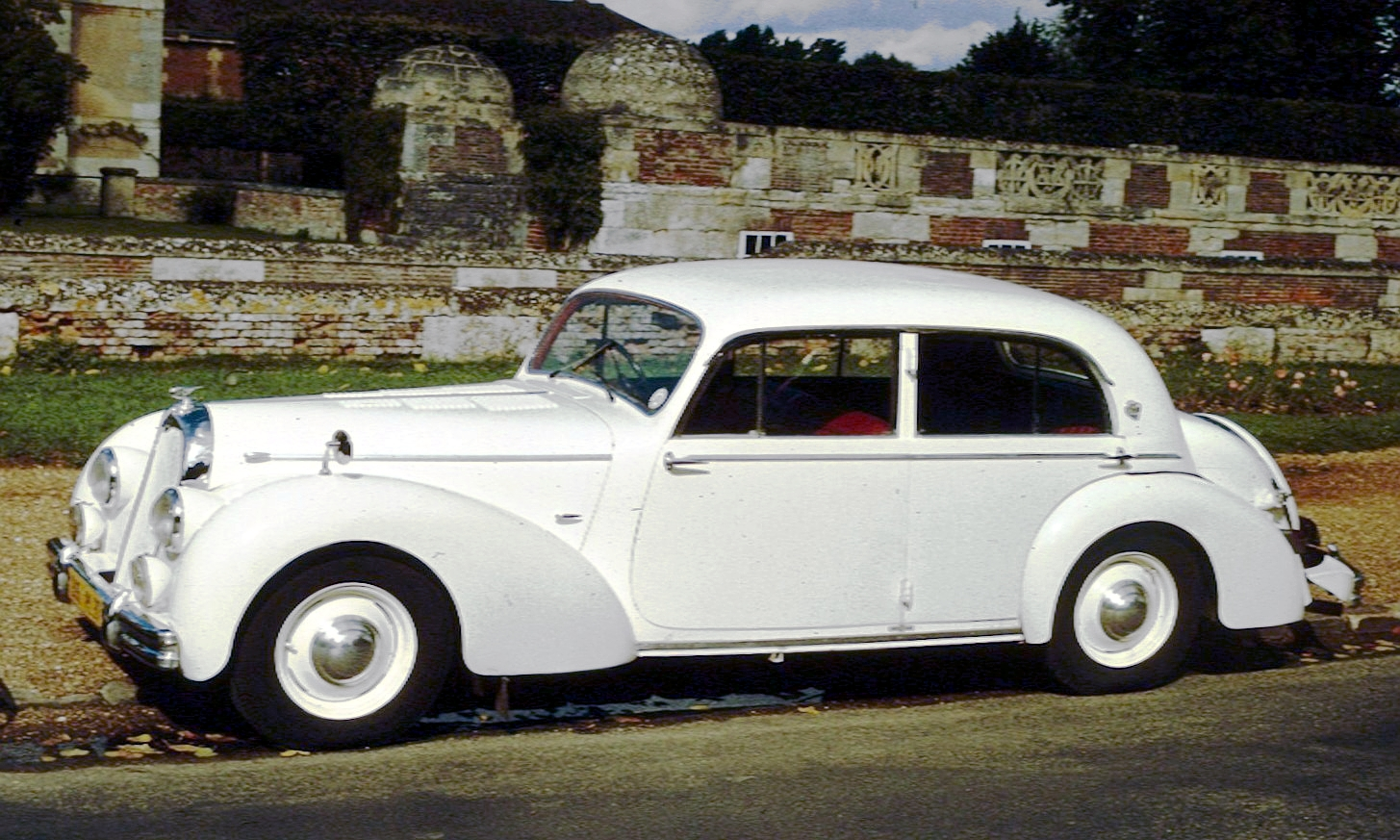
Talbot-Lago T26 Berline (ca. 1950)

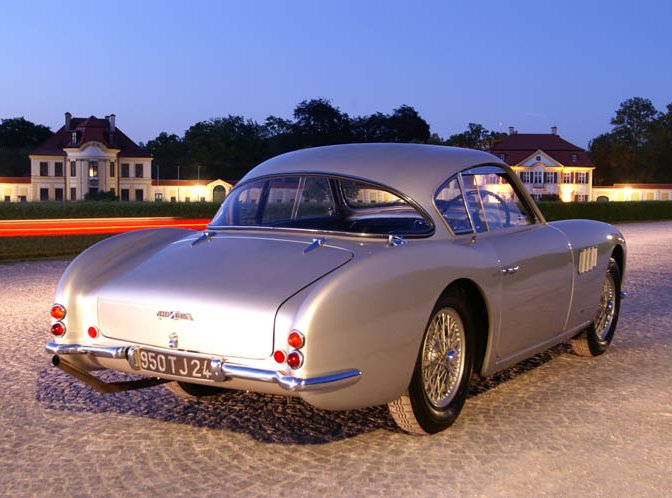
Talbot-Lago Sport (2500 Europa Coupé)

1935 wurde die STD-Gruppe zahlungsunfähig. Es kam daraufhin zu einer Aufspaltung der Marke Talbot in eine britische und eine französische Linie. Während der Markenname Talbot für den britischen Markt an die in London ansässige Rootes-Gruppe ging, übernahm der Italiener Antonio Lago das französische Talbot-Werk in Suresnes. Unter seiner Leitung und mit dem Markennamen Talbot-Lago wurden in Frankreich bis 1937 zwei völlig neue Automodelle mit Sechszylindermotoren (2,7 und 3 Liter Hubraum) entwickelt. In den folgenden Jahren entstanden in Kooperationen mit den namhaftesten Karosseuren Europas einige der aufregendsten Fahrzeuge der Vorkriegsgeschichte. Zu diesen Karosseriebauern gehörten: Figoni & Falaschi (T 150 SS Coupé von 1937 und das weltberühmte Teardrop Coupé von 1938), Chausson, Saoutchik, Partout und Henri Chapron. Es wurde sogar ein Cabriolet von dem Schweizer Karosseriehersteller Graber und eines von Ghia gefertigt. (Im Januar 2006 wechselte bei Gooding & Company in den USA eines der Teardrop-Coupés für 3.905.000 USD seinen Eigentümer.)
In der Rennsaison 1939 wurden in Suresnes zwei Grand-Prix-Fahrzeuge entwickelt. Bedingt durch die politische Situation dieser Zeit kamen die Wagen jedoch nicht zum Einsatz. Nach dem Zweiten Weltkrieg stellte Lago den Talbot-Lago Record und den Grand Sport mit einem 4,5-l-Motor und einem Wilson-Vorwählgetriebe vor und konnte damit sportliche Erfolge wie zum Beispiel den Le-Mans-Sieg 1950 mit Louis Rosier am Steuer erzielen. Ebenfalls 1950 erschien ein neues Modell namens Baby (Vierzylindermotor mit 2690 cm³ Hubraum). 400 Automobile wurden im Jahre 1950 produziert. Im darauf folgenden Jahr waren es weniger als 100 Automobile. Eine bedeutende Änderung in den Jahren ab 1953 bestand darin, dass anstelle des Wilson-Vorwählgetriebes ein konventionelles Getriebe mit 4-Gang-Schaltung von Pont-a-Mousson eingebaut wurde. Das Fahrgestell des Talbot-Lago Baby konnte auch ohne Aufbau erworben werden. Diese Fahrgestelle kamen bis zum Produktionsende im Jahre 1955 bei den Grand-Sport-Coupés mit einem 4,5-Liter-Sechszylinder-Motor zum Einsatz.
Der letzte große Entwurf von Talbot-Lago wurde 1955 vorgestellt. Es war der 2500 Sport. Antonio Lago entschied sich für einen Vierzylinder-Reihenmotor, der mit 2491 cm³ genau das Rennklassement der 2,5-Liter-Klasse ohne Kompressor erfüllte.
Insgesamt wurden 54 Exemplare gefertigt. Zwei Fahrzeuge verließen das Werk ohne Aufbau, um später vermutlich als offene Sportwagen vollendet zu werden. Unter diesen 52 karossierten Exemplaren wird unterschieden zwischen den Varianten für Europa und für Amerika (15 von 52 Exemplaren). Die Amerika-Modelle wurden mit einem BMW-2,5-Liter-V8-Aggregat bestückt, bekannt aus dem BMW 502, und besitzen massivere Chromapplikationen als die Europamodelle. Aus den Werksproduktionslisten geht hervor, dass 1956 für das 24-Stunden-Rennen in Le Mans zwei Prototypen mit einem Sechszylinder-Maserati-Motor gebaut wurden. Der Verbleib ist heute unbekannt.
1959 waren die Absatzchancen für die Talbot-Lagos derart gesunken, dass Antonio Lago sein Unternehmen an Simca verkaufen musste. Der Markenname Talbot wurde vorerst nicht weiter verwendet.

### Modelle
- Talbot-Lago Baby 17 CV Normale, Luxe, Luxe Six
- Talbot-Lago T120
- Talbot-Lago T23
- Talbot-Lago T150 Dieses Modell mit dem Zusatz SS für „Speciale Sport“ hatte einen 4,0-Liter-Motor mit 140 PS und erreichte eine Höchstgeschwindigkeit von 160 km/h.
- Talbot-Lago T26 Record, Grand Sport, Compétition, Sport
- Talbot-Lago Baby 15 CV
- Talbot-Lago 2500 Tourisme, Sport, Rapide
- Talbot-Lago America 2500

## Wiederbelebung der Marke durch PSA (1979 bis 1993)
Simca war im Besitz des Markennamens Talbot. Chrysler Europe übernahm Simca und wurde seinerseits von PSA Peugeot Citroën übernommen. Dieses Unternehmen verwendete den Markennamen Talbot ab 1979.